# IAS 37
IAS 37 «Резервы, условные обязательства и условные активы» — международный стандарт финансовой отчетности, применяется при учете резервов, условных обязательств и условных активов, действует с 01.07.1999 года, в России принят приказом Минфина РФ от 25 ноября 2011 г. N 160н «О введении в действие МСФО и Разъяснений МСФО на территории РФ».

## История создания
Проект стандарта E59 «Резервы, условные обязательства и условные активы» был опубликован в августе 1997 году, а в сентябре 1998 года вышел сам стандарт IAS 37 «Резервы, условные обязательства и условные активы», который вступил в действие с 1 июля 1999 года.

## Определения
IAS 37 рассматривает только те резервы, которые являются обязательствами. «Резервы» под амортизацию, обесценение активов, сомнительную дебиторскую задолженность и переоценке не затрагиваются этим стандартом.
Резерв — это обязательство на неопределенную сумму или с неопределенным сроком погашения, которое признается при одновременном выполнении трех условий:
- имеется существующее обязательство (юридическое или вытекающее из практики) в результате прошлого события
- вероятен (более 50 %) отток ресурсов, заключающих экономическую выгоду, для погашения данного обязательства
- сумма обязательства поддается надежной оценке (когда оценка не возможна, данное обязательство классифицируется как условное обязательство).

Обязательство может быть:
- юридическое, то есть возникающее в силу договора, законодательства или иного нормативного акта
- традиционное (фактическое), возникающее в результате действий компании:

- в силу установившейся практики, опубликованной политики или другому заявлению компания дала понять другим лицам, что принимает на себя определенные обязательства
- в результате компания создала обоснованное ожидание со стороны таких других лиц, что она исполнит эти обязанности.

Обязывающее событие — событие, приводящее к возникновению юридического или фактического обязательства, в результате чего у компании нет реалистичной альтернативы погашению этого обязательства.
Резерв признается на основе наилучшей оценке затрат, необходимых для погашения существующего обязательства на отчетную дату, где наилучшая оценка — это сумма, которую компания бы уплатила для урегулирования обязательства на отчетную дату или для передачи её третьему лицу на такой момент. Стандарт предполагает использовать ожидаемую стоимость, то есть статистический расчет, при котором взвешивается стоимость возможных исходов по степени их вероятности.
Сумма резерва всегда оценивается до налога на прибыль. Резерв представлять собой дисконтированное значение затрат, которые ожидается понести для исполнения обязанности. Прибыль от ожидаемого выбытия активов не должна учитываться при определении суммы резерва.
В случае компенсации третьими лицами затрат (договор страхования) резерв начисляется, а компенсационные выплаты будут признаваться активов тогда и только тогда, когда действительно определено, что они будут получены, сумма не должна превышать сумму резерва.
Резервы анализируются на каждую отчетную дату и корректируются для отражения текущей наилучшей оценки. Резерв аннулируется, если отток ресурсов перестанет быть вероятным. Резерв используется только по тем затратам, под которые он изначально создавался. При использовании дисконтирования балансовая стоимость резерва будет увеличиваться в каждом периоде для отражения временного фактора. Это увеличение будет рассматриваться как расходы на проценты.
Условное обязательства — возможное обязательство, возникшее в результате прошлых событий, существование которых будет подтверждено только наступлением в будущем неопределенных событий, не находящихся под контролем компании или текущее обязательство, возникшее в результате прошлых событий, но непризнанное в отчетности, так как нет вероятности оттока экономических выгод для его погашения или сумма обязательства не может быть определена с достаточной надежностью.
Условные обязательства не признается в финансовой отчетности, а только раскрывается в примечаниях к отчетности.
Условный актив — это возможный актив, возникший в результате прошлых событий, и существование которого будет подтверждено наступлением неопределенных событий в будущем, не находящихся под контролем компании.
Условные активы не признаются в финансовой отчетности и раскрываются тогда, когда поступление экономических выгод становится вероятным (более 50 %).

## Резерв под реструктуризацию
Реструктуризация — программа, запланированная и контролируемая руководством компании, которая существенно изменяет объём деятельности или способ ведения такой деятельности.
Программа включает в себя продажу или прекращение направления деятельности, закрытие мест ведения деятельности в стране или регионе или перемещение коммерческой деятельности из одной страны в другую, изменения в структуре управления, фундаментальную реорганизацию, которая оказывает существенное воздействие на характер и область деятельности компании.
Резерв под реструктуризацию признается когда компания:
- имеет подробный официальный план реструктуризации, в котором определена:

- реструктурируемая деятельность;
- основные подразделения, затронутые реструктуризацией;
- местонахождения, функции и число работников, которые получат компенсацию при сокращении;
- расходы, которые будут понесены;
- сроки реализации плана,

- создала обоснованные ожидания среди тех, кто затрагивает план, что она будет проводить реструктуризацию путём начала осуществления этого плана объявления основных характеристик плана тем, кого он затрагивает.

Резерв, созданный под реструктуризацию включает только прямые затраты, которые одновременно возникают из-за реструктуризации и не связаны с текущей деятельностью компании, то есть в состав резерва не входят расходы на переподготовку или перемещение оставшегося в компании персонала, маркетинговые расходы, инвестиции в новые сбытовые сети и т. п.

## Операционные убытки
Резервы в отношении будущих операционных убытков не признаются. Ожидание будущих операционных убытков является индикатором обесценения стоимости активов, что обязывает провести тест на обесценение в соответствии с IAS 36 «Обесценение активов».

## Обременительные договоры
Обременительный договор — договор, в котором неизбежные затраты на исполнение договорных обязательств превышает экономические выгоды, ожидаемые к получению по нему.
Резерв под обременительный договор создается на сумму наименьших чистых затрат по выходу из обременительного договора (наименьшее из двух исходов: затрат на выполнение договора или затраты на штрафы при отказе от выполнения договора).

## Резерв под обязательства по выводу из эксплуатации
Затраты на вывод из эксплуатации представляет собой неизбежные для компании затраты, которые будут понесены в момент, когда основное средство будет демонтировано. Обязательство отражается как только возникает обязанность, то есть в начале строительства данного объекта. Данный резерв будет включаться в стоимость основного средства на дисконтируемую сумму планированных затрат.
Актив, увеличенный на сумму резерва по выводу основного средства из эксплуатации, будет амортизироваться. Обязательство по резерву ежегодно увеличивается на начисленные расходы по процентам, связанные с уменьшением периода дисконтирования, и приближением срока демонтажа.

## Резерв на ремонт и обслуживание
В балансовой стоимости объекта основных средств признаются затраты на частичную замену компонентов или затраты на комплексную (техническую) проверку в момент понесения этих затрат. Признание балансовой стоимости замененных частей подлежит прекращению. Любая оставшаяся в балансовой стоимости сумма затрат на предыдущую проверку (в отличие от затрат на физическую замену частей) подлежит списанию. Каждый компонент объекта основных средств признается отдельно, по которому срок службы или способ получения экономических выгод отличается от остальной части объекта. На каждый компонент амортизация начисляется отдельно. Таким образом, потребность в будущих затратах на капитальный ремонт реализуется путём начисления амортизации. Обязательство в отношении затрат на капитальный ремонт (по инициативе компании или по требованию законодательства) не признается.

## Раскрытие информации
Компания раскрывает:
- балансовую стоимость резервов на начало и на конец периода, дополнительные резервы, созданные за период, использованные за счет резерва сумы, неиспользованные аннулированные суммы, увеличение резервов за счет дисконтирования;
- краткое описание характера обязательства, факторы неопределенности, суммы компенсаций (если есть);
- оценочное значение его финансового воздействия.

## IFRIC 1
3 сентября 2003 года выходит Дискуссионный документ D2 IFRIC 1 «Изменения в существующих обязательствах по выводу объектов из эксплуатации, восстановлению природных ресурсов и иных аналогичных обязательствах», по которому принимались комментарии до 3 ноября 2003 года, а 27 мая 2004 года выходит КРМФО (IFRIC) 1 «Изменения в существующих обязательствах по выводу объектов из эксплуатации, восстановлению природных ресурсов и иных аналогичных обязательствах», которые вступили в действие с 1 сентября 2004 года.
Оценочные обязательства корректируются с учетом изменений сумм или периодов возникновения будущих затрат, а также изменений рыночной ставки дисконтирования.

## IFRIC 5
15 января 2004 года вышел Дискуссионный документ D4 «Права, связанные с участием в фондах
финансирования вывода объектов из эксплуатации, восстановления окружающей среды и экологической реабилитации», по которому принимались комментарии до 19 марта 2004 года, а 16 декабря 2004 года вышел КРМФО (IFRIC) 5 «Права, связанные с участием в фондах финансирования вывода объектов из эксплуатации, восстановления окружающей среды и экологической реабилитации», который вступил в силу с 1 января 2006 года.
IFRIC 5 учитывает у участников фондов взносы на полное или частичное покрытие затрат по выводу объектов из эксплуатации, восстановление окружающей среды или экологическую реабилитацию.

## IFRIC 6
25 ноября 2004 года вышел Дискуссионный документ D10 «Обязательства, возникающие в связи с деятельностью на специфическом рынке — отработанное электрическое и электронное оборудование», по которому до 11 февраля 2005 года принимались комментарии, а 1 сентября 2005 года вышел сам IFRIC 6 «Обязательства, возникающие в связи с деятельностью на специфическом рынке — отработанное электрическое и электронное оборудование», который вступил в действие с 1 декабря 2005 года.
IFRIC 6 учитывает обязательства по утилизации отходов, в том числе, когда возникает необходимость признания обязательств по утилизации, и разъясняет положения о том, что событием, вызывающим необходимость признания обязательства, является ведение деятельности на указанном рынке в периоде измерения.

## IFRIC 21
31 мая 2012 года вышел проект дополнений DI/2012/1 «Сборы, взимаемые государственными органами с лиц, которые работают на конкретном рынке», комментарии по которому принимались до 5 сентября 2012 года, а 20 мая 2013 года вышел IFRIC 21 «Обязательные платежи», который вступил в действие с 1 января 2014 года.
IFRIC 21 признаёт обязательные платежи, устанавливаемые государством, как учитываемые в соответствии с IAS 37, а также обязательные платежи с четко определенными сроками и суммами:
- обязывающее событие, приводящее к признанию обязательства по уплате обязательного платежа, — это действие, которое привело к необходимости уплаты сбора;
- если обязывающее событие происходит в течение периода, обязательство признается нарастающим итогом в течение этого периода;
- если обязывающее событие возникает вследствие достижения определенного минимального значения, обязательство признается при достижении этого минимума.